# Wybory prezydenckie w Algierii w 2019 roku
Wybory prezydenckie w Algierii w 2019 roku odbyły się 12 grudnia 2019, zwyciężył w nich Abd al-Madżid Tabbun. Początkowo zostały zarządzone na dzień 18 kwietnia, jednak ich termin uległ zmianie pod wpływem protestów społecznych.

## System wyborczy
Prezydent Algierii wybierany jest w powszechnych wyborach bezpośrednich na okres pięciu lat w systemie podwójnym, jeżeli żaden kandydat nie uzyska większości głosów w pierwszej turze, przeprowadzana jest druga tura. Na mocy nowej konstytucji z 2016 roku prezydent może ubiegać się o jedną reelekcję.

## Kandydaci
1 listopada 2018 roku dziennikarz Ghani Mahdi ogłosił, że będzie kandydował w wyborach prezydenckich w Algierii w 2019 roku.
3 lutego 2019 roku cztery partie (Front Wyzwolenia Narodowego, Zgromadzenie Narodowo-Demokratyczne, Algierskie Zgromadzenie dla Nadziei i Algierski Ruch Ludowy) ogłosiły, swoje poparcie dla urzędującego prezydenta Abd al-Aziza Butefliki. 10 lutego w orędziu do narodu Buteflika oficjalnie ogłosił, że będzie ubiegał się o piątą kadencję prezydencką. Kandydatura Buteflika doprowadziła do powszechnych protestów społecznych w całym kraju. 11 marca 2019 pod naporem protestujących prezydent Buteflika zrezygnował z ubiegania się o kolejną kadencję. Jednocześnie zapadła decyzja o przesunięciu terminu wyborów. 

## Wyniki
W wyborach zagłosowało 9 759 392 osób (frekwencja wynosiła 39.9%), z czego 1 255 046 (12.9%) zostało uznanych za nieważne. W wyborach zwyciężył Abd al-Madżid Tabbun, zagłosowało na niego 58.1% głosujących. Pozostali kandydaci zdobyli kolejno:
- Abdelkader Bengrina - 17.4%
- Ali Benflis - 10.5%
- Azzedine Mihoubi - 7.3%
- Abdelaziz Belaid - 6.7%[8]

## Bojkot wyborów
Partie "Zgromadzenie dla Kultury i Demokracji" (RCD) i "Front Sił Socjalistycznych" (FFS) podjęły decyzję o bojkocie z powodu niespełnienia warunków niezbędnych do przeprowadzenia demokratycznych, wolnych, uczciwych i przejrzystych wyborów. 